# Ewekoro
Ewekoro é uma Área de Governo Local no Ogun (estado), Nigéria. Sua sede fica na cidade de Itori.
Possui uma área de 594 km² e uma população de 55.093 no censo de 2006.
O código postal da área é 112.